# Myodes californicus
Myodes californicus es una especie de roedor de la familia Cricetidae.

## Distribución geográfica yhábitat
Se encuentra en California y Oregón en los Estados Unidos y vive principalmente en los bosques de coníferas. 